# Хадзииоанну, Иоанна
Иоанна Хадзииоанну (греч. Ιωάννα Χατζηιωάννου; род. 22 октября 1973, Грузия) — греческая тяжелоатлетка, выступавшая в весовой категории до 63 килограммов. Бронзовый призёр Олимпийских игр и участница чемпионата мира.

## Биография
Иоанна Хатцииоанну родилась 22 октября 1973 года.

## Карьера
Иоанна Хатцииоанну принимала участие на чемпионате мира по тяжёлой атлетике 1999 года в Афинах, где выступала в весовой категории до 63 килограммов. Греческая тяжелоатлетка подняла в рывке 95 килограммов, а во втором упражнении толкнула штангу на 127,5 килограмма. Суммарного результата 222,5 кг ей хватило для того, чтобы стать пятой с отставанием 17,5 кг от победительницы Чэнь Цзюйлянь из Китайского Тайбэя. При этом во втором упражнении гречанка стала третьей.
Иоанна Хатцииоанну вошла в состав сборной Греции на Олимпийские игры 2000 года в Сиднее. Она одним из претендентов на медали перед Играми, но полученная травма помешала подготовке, однако она всё же подошла в конкурентоспособной форме благодаря помощи тренера Христоса Якова. На соревнованиях 19 сентября 2000 года уже в первом виде — рывке — преимущество захватили китаянка Чэнь Сяоминь и россиянка Валентина Попова. За бронзу боролись Иоанна Хатцииоанну и тайская спортсменка Сайпин Детсаенг. Гречанка подняла 97,5 кг в рывке и выполнила первую попытку на 117,5 кг в толчке, и сразу же тайка вышла вперёд, подняв 120 кг. Для того, чтобы опередить соперницу, необходимо было поднимать 125 килограммов и ждать ошибок соперницы, что в итоге и произошло — Детсаенг не удалось поднять 125 и 127,5 кг во второй и третьей попытках, соответственно. Показав одинаковый суммарный результат 222,5 кг, Хатцииоанну завоевала бронзу благодаря меньшему собственному весу.